# Española (Nou Mèxic)
Española /ɛspənˈjoʊlə/ és una ciutat principalment al comtat de Rio Arriba, Nou Mèxic. Tanmateix una part de la secció central i oriental de la ciutat es troba al comtat de Santa Fe. Fundat com a vila a peu del ferrocarril a una distància de l'antiga ciutat índia de San Juan de los Caballeros (actualment rebatejada com a Ohkay Owingeh), es va anomenar Española i es va incorporar oficialment el 1925. Ha estat anomenada la primera capital dels Estats Units. En el moment del cens del 2010 la ciutat tenia una població total de 10.495 habitants. Española es troba dins de l' àrea estadística combinada Albuquerque-Santa Fe-Las Vegas.

## Història
- Imperi Espanyol 1598–1821
- Mèxic 1821–1846
- Estats Units des del 1846

Española s'anomenava La Vega de los Vigiles abans de la presència dels ferrocarrils. La Española significa en castellà "dona espanyola", i la història popular atribueix el nom als treballadors de la construcció del ferrocarril que van posar el nom a la zona d'una dona que treballava en un petit restaurant de la zona. De fet, el nom és una forma abreujada de Plaza Española ('plaça espanyola'), que probablement la diferenciaria del poble Tewa just al sud.

### Assentament espanyol
Els tewa vivien a la zona des del segle xiii. Van construir pobles a la zona, ara anomenats 'pueblos', quatre dels quals encara existeixen: Ohkay Owingeh, Pojoaque, Santa Clara i San Ildefonso.
El tram superior de la regió del Rio Grande fou explorat pels espanyols el 1540. Don Juan de Oñate va ser el primer a dur-hi colons l'any 1598. El seu grup es va quedar a Ohkay Owingeh durant un temps (anomenant la ciutat tewa San Juan de los Caballeros), abans d'establir-se en un poble tewa abandonat que va rebatejar com a San Gabriel. San Gabriel, propera a l'Española moderna, es pot plantejar, doncs, com la primera capital fundada per persones d'ascendència europea en el que avui són els Estats Units.
Gairebé un segle més tard, prop de la mateixa regió, don Diego de Vargas va establir la seva vil·la a Santa Cruz.

### Època del ferrocarril

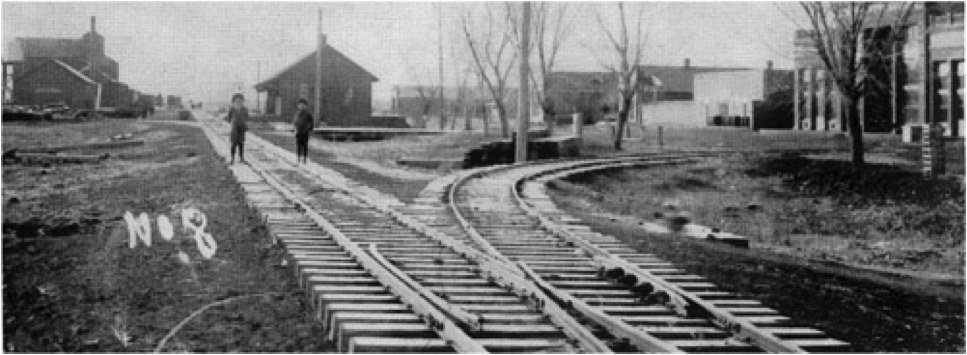
Centre d'Española cap al 1885

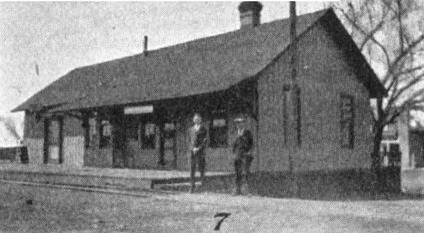
La cotxera ferroviària d'Española cap al 1920

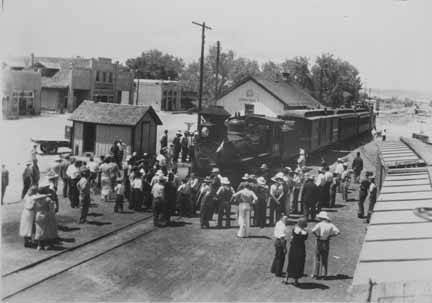
La gent del poble es reuneix al dipòsit, 1930

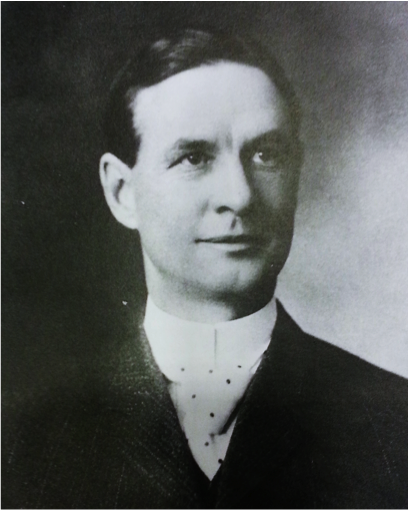
L'home de negocis i milionari Frank Bond va ser una part fonamental del creixement d'Española

Abans de l'arribada des d'Antonito, Colorado, del ferrocarril de via estreta de Denver i Rio Grande el 1880, el poble del costat oest del Rio Grande era conegut com La Vega de los Vigiles en referència a la família Vigil que inicialment es va establir en aquella zona. El document més antic trobat indica que La Vega de los Vigiles havia estat poblada el 1751, més d'un segle abans de l'arribada del ferrocarril. Amb l'arribada del ferrocarril el nom del poble fou canviat a Española. Fins al 1886, quan es va ampliar fins a Santa Fe, Española fou l'estació terminal. L'estació d'Española incloïa una instal·lació de motor juntament amb una rotonda i una plataforma giratòria perquè pogués donar servei a les locomotores. Les instal·lacions van ser construïdes però enderrocades o ja no es van utilitzar al cap de sis anys; els plans de la ciutat havien canviat. Més tard coneguda popularment com a "Chili Line", va formar part d'una proposta ambiciosa però infructuosa per connectar Denver amb Ciutat de Mèxic.
El recorregut es prolongà pel que avui és la zona del centre d'Española, i el ferrocarril va començar a vendre lots a la zona. Els comerciants anglesos, els homes de la muntanya i els colons es lentament van arribar a Española. Frank Bond i el seu germà George, que eren emigrants canadencs, arribarien més tard a la ciutat. Junts establiren la societat mercantil més gran de l'estat i un multimilionari empori de la llana. Amb ells va arribar el creixement econòmic i prominència. Española va ser la seu de tots els interessos de la família Bond, que incloïa més de 12 empreses arreu de Nou Mèxic.
Frank R. Frankenburger, un home de negocis nascut a Fort Scott, Kansas, va ser el primer alcalde "electe"; fou escollit el 1923. El primer alcalde que va ser escollit en "popularitat" va ser Frank Bond, el 1907. L'any 1925 Española es va incorporar com a ciutat. A mida que n'augmentava la població hi havia una creixent demanda d'ensenyament públic. Es va crear l'escola secundària Española; seria l'escola més gran de la zona durant dècades. La primera escola secundària de la zona, però, va ser Santa Cruz High School. A tres quilòmetres del centre de Española, es va inaugurar l'any 1906 a la zona històrica de Santa Cruz. Cap escola secundària funciona després d'una fusió de districtes escolars el 1975.
La importància del ferrocarril començà a minvar a mida que baixava el trànsit de passatgers i els pocs enviaments van obligar a tancar el ferrocarril el 1941, eliminant-se les vies l'any següent. Molts habitants es quedarien a l'atur i seguirien el ferrocarril cap a Santa Fe, Albuquerque i el centre de Colorado per trobar feina. La població d'Española davallà dràsticament i moltes cases del centre de la ciutat foren abandonades. La majoria dels habitants que s'hi van quedar es dedicaren a l'agricultura com a forma de vida. Molta gent veia Española com una altra ciutat ferroviària fallida. La ciutat va eliminar les vies del ferrocarril i el dipòsit del tren a la dècada de 1960, i els ferrocarrils van desaparèixer completament.
| « | Businesses in Española vigorously opposed the abandonment of the D&RGW's narrow gauge in the early 1940's. Their calls for continued rail service were at odds with the grim realities of the marketplace, which had for years rendered the "Chili Line" woefully unprofitable. Although Española was an integral part of the saga of railroad construction in the West, it was destined to become one of the region's first notable communities bereft of its trains. Les empreses a Española es van oposar enèrgicament a l'abandonament de la via estreta de la D&RGW a principis dels anys quaranta. Les seves crides per continuar el servei ferroviari estaven en desacord amb la trista realitat del mercat, que durant anys havia fet que la "Chili Line" fos lamentablement poc rendible. Encara que Española fou part integral de la saga de la construcció del ferrocarril a Occident, estava destinada a convertir-se en una de les primeres comunitats notables de la regió sense trens. | » |
| — When the Railroad Leaves Town, –Joseph P. Schwieterman American communities in the age of the rail line abandonment | |   |

### Post ferrocarril
A la dècada de 1980 molts edificis històrics i cases d'importància històrica van ser enderrocats per a la renovació urbana. Española va seguir moltes altres ciutats de Nou Mèxic en aquesta tendència, però a Española va fracassar. Els negocis més moderns van començar a traslladar-se a la ciutat, però Española havia crescut cap a l'est a través del Rio Grande. Tot i que al centre d'Española queden diversos edificis d'importància històrica, molts resten abandonats o sense ús. Els strip malls es van fer visibles a Española, el primer va ser el 'Big Rock shopping center', fundat pel magnat del petroli Roy Honstein.
A la dècada de 1990 es va plantejar un pla controvertit per construir una "plaça" i una església missionera on antigament hi hagué molts edificis històrics. La ciutat va acceptar el pla i els veïns van donar suport a la plaça. Tot i que mai no va existir una plaça a Española abans dels ferrocarrils, es va construir per retre homenatge a la cultura espanyola de la zona.

### Història recent

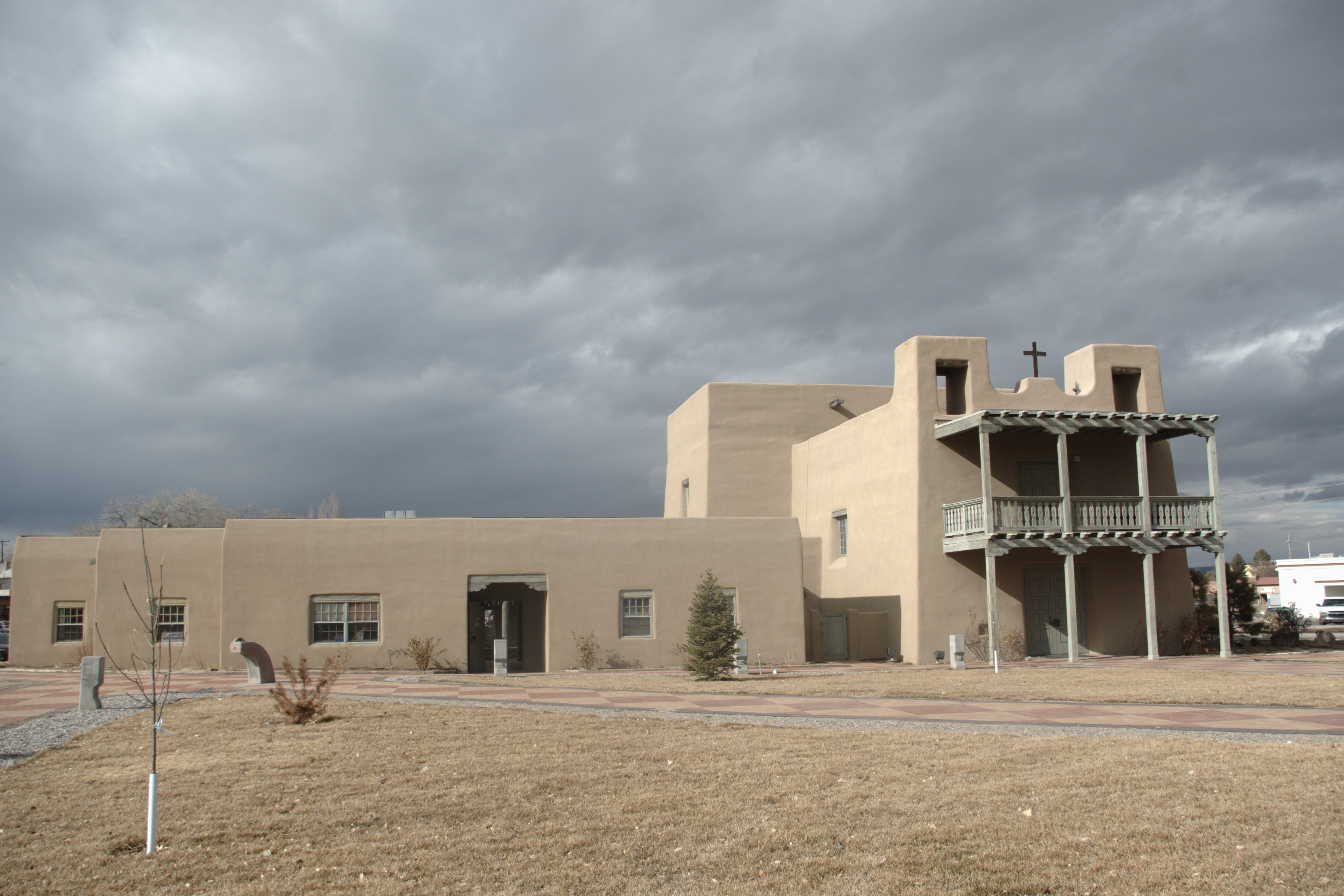
Plaza Española, rèplica del convent

El 18 de setembre de 2008, Barack Obama, aleshores candidat a la presidència, va visitar Española per a una manifestació a la New Plaza de la ciutat al districte de Main Street.
La font a la Plaza de Española va ser dissenyada com una rèplica de l'Alhambra. La plaça és la seu de la Missió del Convent, administrada per l'Església Episcopal.

## Geografia
Española es troba a36° 0′ 7″ N, 106° 3′ 53″ O / 36.00194°N,106.06472°O (36,001884, -106,064587).
Segons l'Oficina del Cens dels Estats Units, la ciutat té una superfície total de 21.9 quilometres quadrats (8.5 sq mi), amb 21.7 quilometres quadrats (8.4 sq mi) terra i 0.2 quilometres quadrats (0.077 sq mi) aigua, per un total del 0,83%.
Española és a una altitud d'uns 5,595 peus (1,705 m) amb molta variància. Es troba en una vall enclavada entre les serres de Jemez i Sangre de Cristo, i el punt de trobada de tres rius, el Rio Grande, el Rio Chama i el Rio Santa Cruz.

### Clima
Española té un clima fresc semiàrid (Köppen BSk) / clima desèrtic fresc (BWk). La principal estació meteorològica d'Española registra més baixes temperatures i humitat que les ciutats properes degut a l'altitud relativament més baixa, es troba a més de 1,300 peus o 400 metres més avall que Taos o la seu del comtat Tierra Amarilla.
Juliol és el mes més calorós, amb una mitjana màxima de 91 °F o 32.8 °C. La temperatura més alta registrada va ser de 107 °F o 41.7 °C el 2003. La mitjana del mes més fresc, que és el gener, amb 45 °F o 7.2 °C. La temperatura més baixa registrada va ser de −38 °F o −38.9 °C el 1971. La precipitació mitjana màxima es produeix a l'agost amb una mitjana de 1.90 polzades (48 mm).

### Qualitat de l'aire
Segons l'informe anual de 2011 de l'American Lung Association, la Santa Fe–Española CSA (àrea metropolitana) té la capa d'ozó més neta del país (rang #1), l'àrea més neta del país per a la contaminació per partícules de 24 hores (rang #1) i la zona més neta del país per a la contaminació anual per partícules (rang #2).

## Demografia

### Cens de l'any 2000
Segons el cens del 2000, la ciutat tenia 9.688 habitants, 5.751 habitatges, i 4.569 famílies. La densitat de població era de 1.155,4 habitants per milla quadrada (446,4 hab. / km²). Hi havia 5.107 habitatges amb una densitat mitjana de 189,2/km² (489,8 hab. / milla quadrada). La composició racial de la ciutat era 67,55% blancs, 0,58% afroamericans, 2,86% nadius americans, 0,14% asiàtics, 0,06% illes del Pacífic, 25,56% d'altres races i 3,25% de dues o més races. El 84,38% de la població era hispana o llatina de qualsevol raça.
Dels 5.751 habitatges en un 35,6% hi vivien menors de divuit anys, en un 42,5% hi vivien parelles casades, en un 18,5% dones solteres i un 31,5% no eren unitats familiars. En el 26,2% dels habitatges hi vivien persones soles el 9,7% de les quals corresponia a persones de seixanta-cinc anys o més vivint soles. El nombre mitjà de persones vivint en cada habitatge era de 2,56 i el nombre mitjà de persones que vivien en cada família era de 3,08.
Per edats la població es repartia a la ciutat: un 27,8% tenia menys de 18 anys, un 9,7% entre 18 i 24, un 28,1% entre 25 i 44, un 22,1% entre 45 i 60 i un 12,3% 65 anys o més vell. La mitjana d'edat era de trenta-quatre anys. Per cada 100 dones hi havia 95,3 homes. Per cada 100 dones de divuit o més anys hi havia 94,6 homes.
La renda mediana per habitatge era de 27.144 $ i la renda mediana per família de 32.255 $. Els homes tenien una renda mediana de 25.558 $ mentre que les dones 23.177 $. La renda per capita de la població era de 14.303 $. El 21,6% de la població i el 16,5% de les famílies estaven per davall del llindar de pobresa. Del total de la població el 28,4% dels menors de divuit anys i el 15,1% dels seixanta-cinc anys o més vivien per sota del llindar de pobresa.

### Cens del 2010
Segons el cens del 2010 hi havia 10.224 residents a la ciutat. La composició racial de la ciutat era:
- 8,8% blancs (sols)
- 0,3% negres o afroamericans
- 2,3% nadius americans
- 1,0% asiàtics
- 0,1% d'altres races
- 0,4% Multiracial (dues o més races)[24]
- El 87,1% de la població eren hispans o llatins (de qualsevol raça)[24]

## Economia i serveis

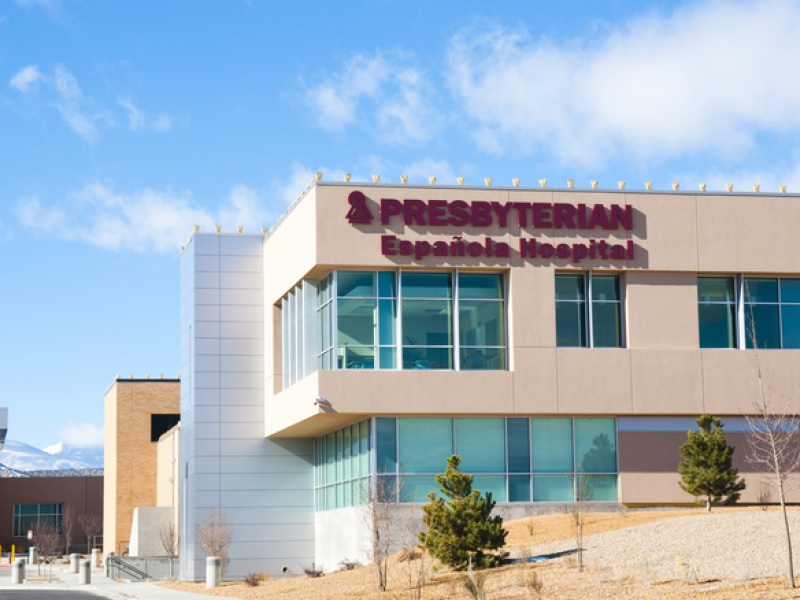
Hospital presbiterià, 2013, després de l'ampliació

El Laboratori Nacional Los Alamos és el major ocupador d'Española; representa més del 12% de l'ocupació dels residents. El sector educatiu és el segon ocupador més gran, les Escoles Públiques Española és el 16è districte escolar més gran de Nou Mèxic. Recentment, el Northern New Mexico College ha ampliat els seus programes de grau i ha millorat el seu campus, afegint-hi una nova biblioteca i una nova Escola d'Educació. Entre les majors empreses locals hi ha Akal Securities Inc., una empresa de seguretat que ocupa a més de 500 persones.
Española ha vist molt desenvolupament comercial al voltant de Riverside Drive, la principal carretera secundària de la ciutat. Cadenes de comerços i restaurants com Lowe's, Chili's i GameStop el pol principal d'una enorme plaça comercial situada al costat del Wal-Mart que s'establí a la ciutat el 1999. CVS Pharmacy i Petsense també s'han establert a Española.
Satview Broadband, amb seu a Reno, és l'empresa local de televisió per cable. A causa d'una disputa legal amb Jemez Mountains Electric Cooperative, Satview Broadband suspengué el servei a Española a partir del març de 2016. La ciutat rep diversos serveis de televisió per satèl·lit i també per Windstream Communications per a serveis de telecomunicacions i banda ampla.
La Biblioteca Pública Española es troba dins del Centre Richard Lucero, al 313 del North Paseo De Oñate. La seva col·lecció és d'uns 50.000 ítems.

## Persones lligades a Española
- Harbhajan Singh Khalsa, fundador del moviment 3HO, es va traslladar a Española
- Debbie Rodella, legisladora de l'estat de Nou Mèxic, va néixer a Española.[29]
- Scott Tipton, membre de la Cambra de Representants dels Estats Units del 3r districte de Colorado, va néixer a Española.[30]